# Soekmekaar
Soekmekaar este un oraș din Africa de Sud.